# Antônio Austregésilo
Antônio Austregésilo Rodrigues de Lima (Recife, 21 de abril de 1876 — Rio de Janeiro, 23 de dezembro de 1960) foi um médico neurologista brasileiro, considerado o precursor da neurologia no Brasil.
É considerado o pioneiro da Neurologia e do estudo dos distúrbios do movimento no Brasil.
Foi um dos precursores da psicanálise no Brasil. Teve sua carreira muito influenciada por ideias psicanalíticas e, em 1919, publicou seu primeiro livro, intitulado "Sexualidade e Psiconeuroses". Trabalhou com psicoterapia por mais de 40 anos. Chegou a criar sua própria concepção psicoterápica, combinando neurologia e psicanálise.[carece de fontes?]

## Biografia
Era filho do advogado José Austregésilo Rodrigues Lima e de Maria Adelaide Feitosa Lima. Aos dezesseis anos foi estudar medicina no Rio de Janeiro, porém teve muitas dificuldades devido a pobreza, a falta de patrocínios, por ser mulato e por gaguejar. Interessou-se pelas doenças mentais e se tornou referência nacional em estudos neurológicos e membro de várias academias médicas internacionais. Foi presidente da Academia Nacional de Medicina.

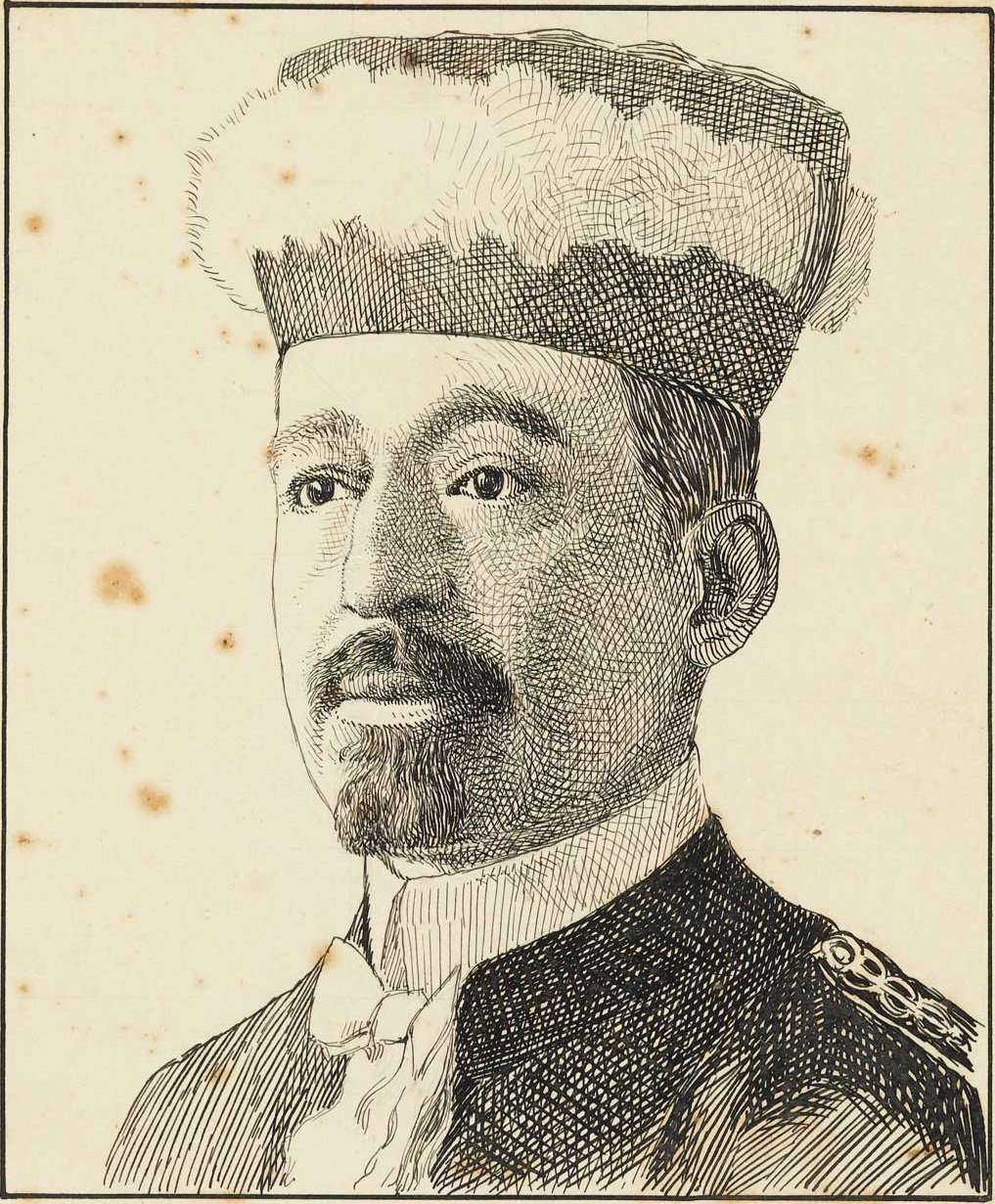
Antônio Austregésilo.

Nascido no Recife, com 16 anos de idade mudou-se para o Rio de Janeiro, onde cursou Medicina na Faculdade de Medicina do Rio de Janeiro, doutorando-se em 1899.
Antes de se mudar para o Rio de Janeiro esteve ligado a Tobias Barreto e a Escola do Recife devido ao seu interesse pela Literatura. Acabou entrando para a Academia Brasileira de Letras em 1914, tornando-se o seu presidente em 1930. O seu sobrinho, o jornalista Austregésilo de Athayde, a quem patrocinou o ingresso na Academia, também se tornaria o presidente, e com a duração mais longeva, 35 anos. Entre 1922 e 1930 foi deputado federal por Pernambuco. 
Casou-se duas vezes e no casamento, com Mary Milet, teve dois filhos: o médico Henrique e a atriz Therezinha Millet Austregésilo, nascida em 25 de setembro de 1934, que acabaria se casando com o humorista Jô Soares.
Frequentou, na França, os serviços de Widal, Babinski e Dejorine. Na Alemanha, frequentou os serviços de Krause e Oppenheim.
Foi professor substituto da Clínica Propedêutica, Clínica Médica, Patologia Interna e Neurologia na Faculdade de Medicina do Rio de Janeiro.
Designado por aclamação em 1912, tornou-se o primeiro professor catedrático de Neurologia da Faculdade Nacional de Medicina, hoje Faculdade de Medicina da Universidade Federal do Rio de Janeiro. Acompanhou alguns dos serviços de neurologia mais consagrados em todo o mundo, como os de Pierre Marie, Babinski e Dejèrine. Foi sucedido pelo professor Deolindo Couto.
Foi um dos precursores da psicanálise no Brasil. Teve sua carreira muito influenciada por ideias psicanalíticas e, em 1919, publicou seu primeiro livro, intitulado "Sexualidade e Psiconeuroses". Trabalhou com psicoterapia por mais de 40 anos. Chegou a criar sua própria concepção psicoterápica, combinando neurologia e psicanálise.[carece de fontes?]
Uma das contribuições mais lembradas de Antônio Austregésilo é o sinal semiológico que leva seu nome e de seu colega Faustino Esposel. O sinal de Austregésilo-Esposel é considerado um dos sucedâneos do sinal de Babinski (reflexo plantar) e foi publicado em 1912, no periódico L'Encéphale. Conforme a descrição do sinal, a estimulação da face anterior ou medial da coxa desencadearia a extensão do hálux e a abertura em leque dos dedos do pé. Isso pode ser observado no lado debilitado do corpo de pacientes com uma síndrome piramidal, também chamada de síndrome do primeiro neurônio motor, cujo exemplo mais clássico é o acidente vascular cerebral.

## Política
Foi deputado federal por Pernambuco de 1922 a 1930.

## Associações médico-culturais
Pertenceu às seguintes instituições:
- Instituto de Neuropatologia da Assistência a Psicopatas
- Arquivos Brasileiros de Neurologia e Psiquiatria
- Sociedade Brasileira de Neurologia, Psiquiatria e Medicina Legal
- Sociedade de Medicina e Cirurgia do Rio de Janeiro
- Sociedade Brasileira de Dermatologia e Sifilografia
- Sociedade Brasileira de Criminologia
- Sociedade Brasileira de Educação
- Sociedade de Neurologia de Paris
- Sociedade Médica de Lisboa
- Sociedade de Psiquiatria de Paris
- Sociedade de Neurologistas da Alemanha
- Academia Nacional de Medicina[nota 1]
- Academia Brasileira de Letras[nota 2]

## Publicações
- Perfil da mulher brasileira (Esboço acerca do Feminismo no Brasil). Lisboa: Tipografia do Anuário Comercial, 1923.
- A cura dos nervosos. In:  Obras completas. Rio de Janeiro: Guanabara, 1944/1949. v. 5.
- "Auto-sugestão". Archivos Brasileiros de Medicina, v. 4, n. 4, p. 237-414, 1924.
- Conselhos práticos aos nervosos. In:  Obras completas. Rio de Janeiro: Guanabara, 1944/1949. v. 2.
- Educação da alma. In:   Obras completas. Rio de Janeiro: Guanabara, 1944/1949. v. 4.
- Fames, libido e ego: sua aplicação à análise mental. In:  Obras completas. Rio de Janeiro: Guanabara, 1944/1949. v.2.
- Psiconeuroses e sexualidade. In: Obras completas. Rio de Janeiro: Guanabara, 1944/1949. v. 2.
- "Psycho-analyse nas doenças mentaes e nervosas". Archivos Brasileiros de Neuriatria e Psiquiatria, ano 4, v. 1, n. 1/2, p. 87-114, 1922.